# Curie (assemblée)
Pour les articles homonymes, voir Curie.
La Curie était une assemblée locale des cités de l'Empire romain, dirigée par les décurions.

## Rôle municipal
Dans les colonies des provinces en Afrique du nord, les municipes romains ont été des cités qui s’imprégnaient du modèle de la cité mère (Rome) dans ses institutions. Ils étaient constitués d’un conseil municipal qui avait le même rôle qu'un Sénat et ils avaient également  pour consuls deux duumvirs qui ont été élus pour une année et qui siègent sur une chaise curule (curateur). Deux questeurs régissent la caisse municipale et deux édiles, qui s'occupent des marchés, de la voirie, des distributions alimentaires et des jeux. Ces deux questeurs avaient moins de pouvoir que les duumvirs. L'album de Timgad renferme des données sur les noms de certains membres du conseil municipal ; cet album a été retrouvé lors de fouilles françaises sur le site de Timgad.